# Station Hennuyères
Station Hennuyères is een spoorwegstation langs spoorlijn 96 (Brussel - Bergen - Quévy) in Hennuyères, een deelgemeente van de stad 's-Gravenbrakel. Het is nu een stopplaats.

## Treindienst
| Serie | Treinsoort | Route                                                | Bijzonderheden         |
| ----- | ---------- | ---------------------------------------------------- | ---------------------- |
| S 2   | GEN (NMBS) | 's-Gravenbrakel – Hennuyères – Brussel-Zuid – Leuven | Rijdt 1×/u. op zondag. |

## Galerij

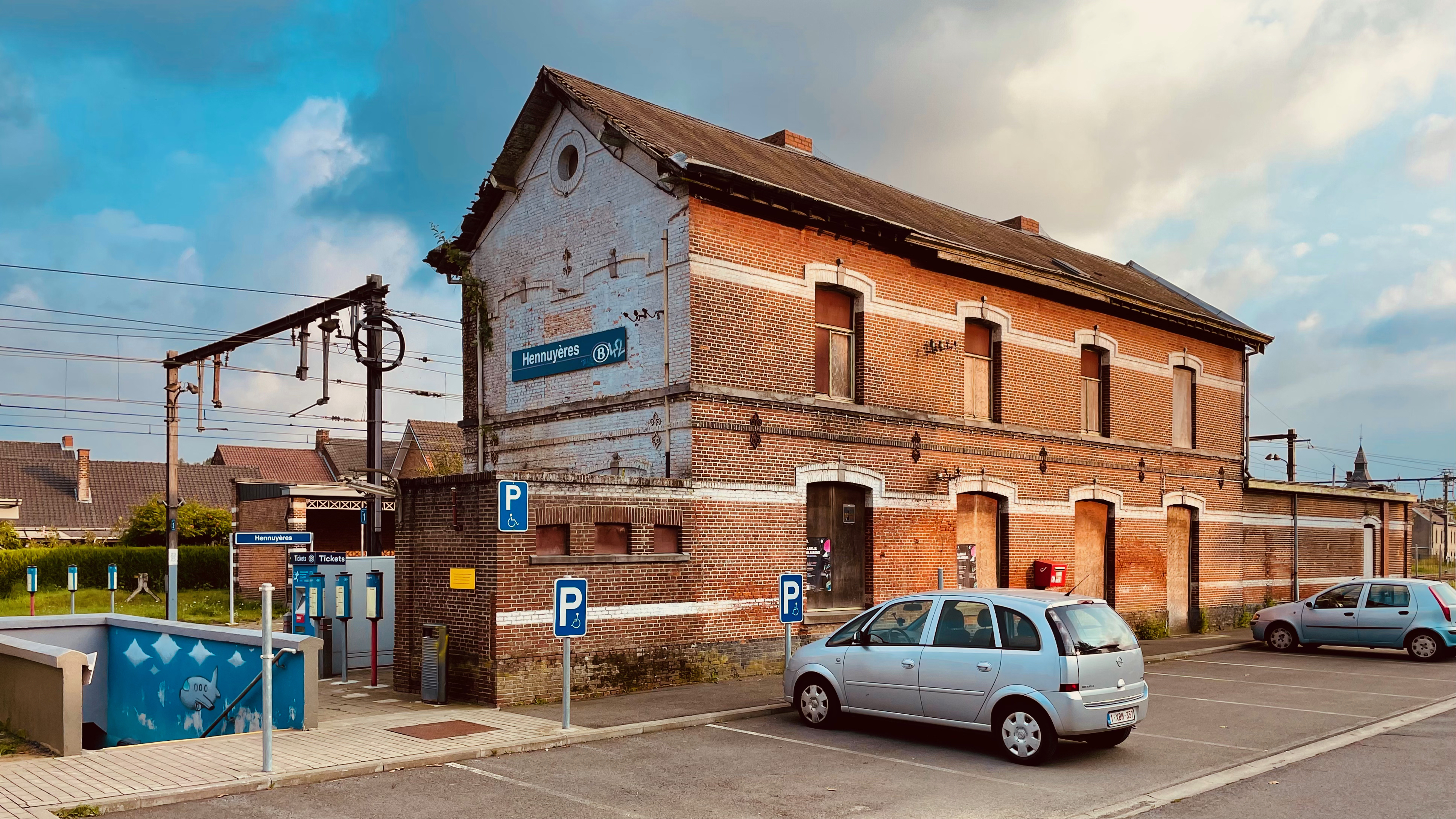
Het stationsgebouw
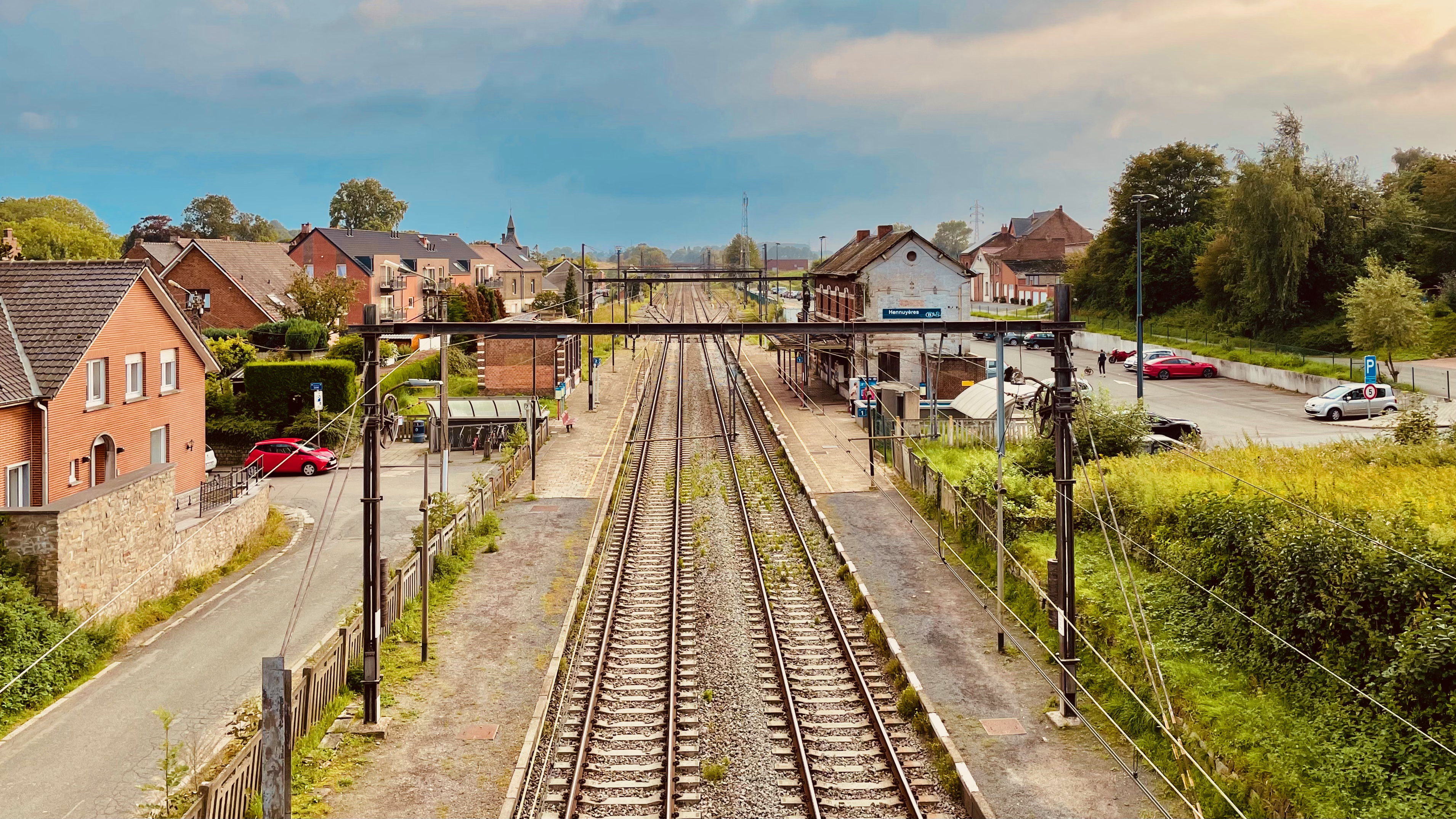
Zicht op de sporen
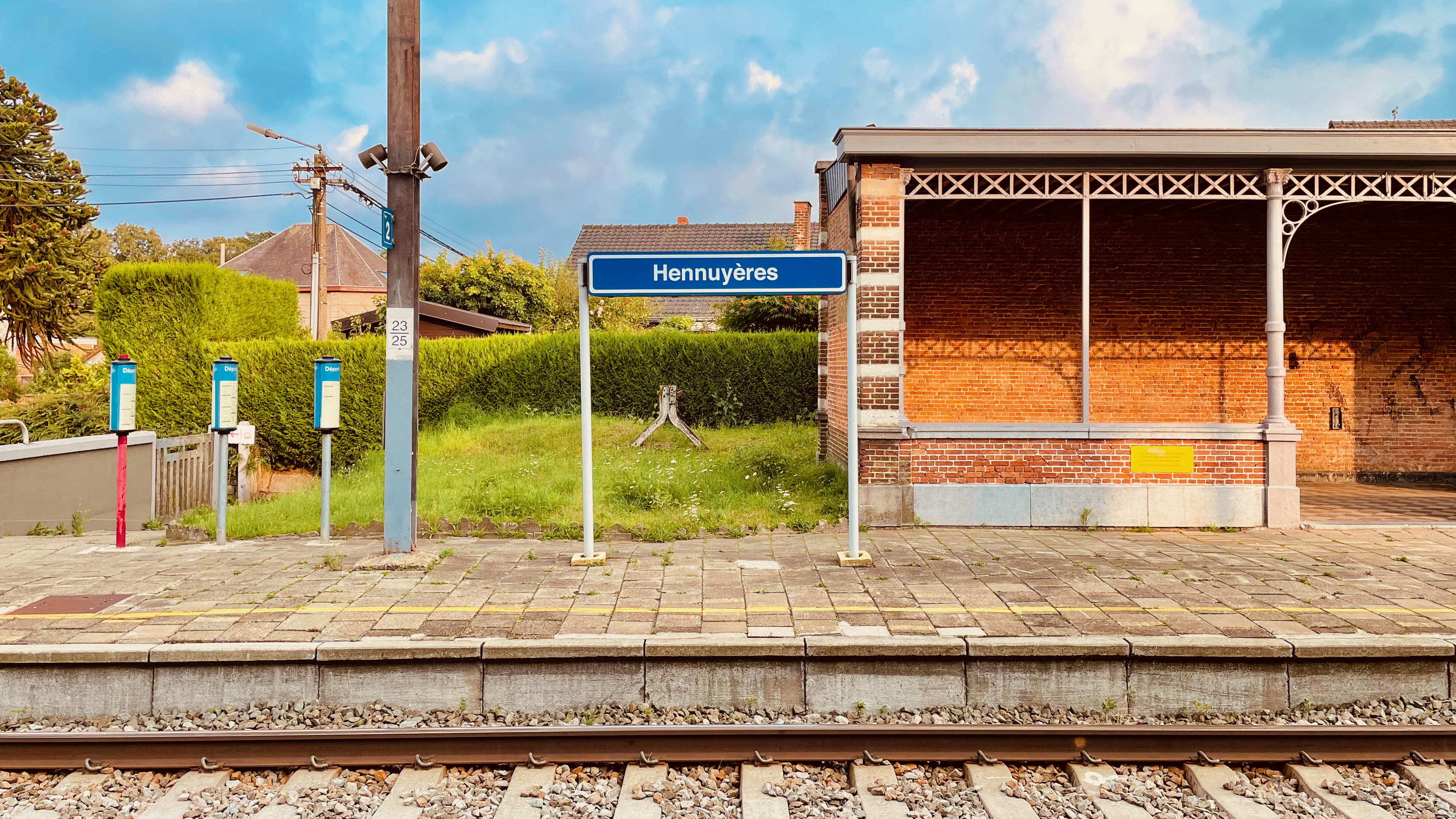
Plaatsnaambord
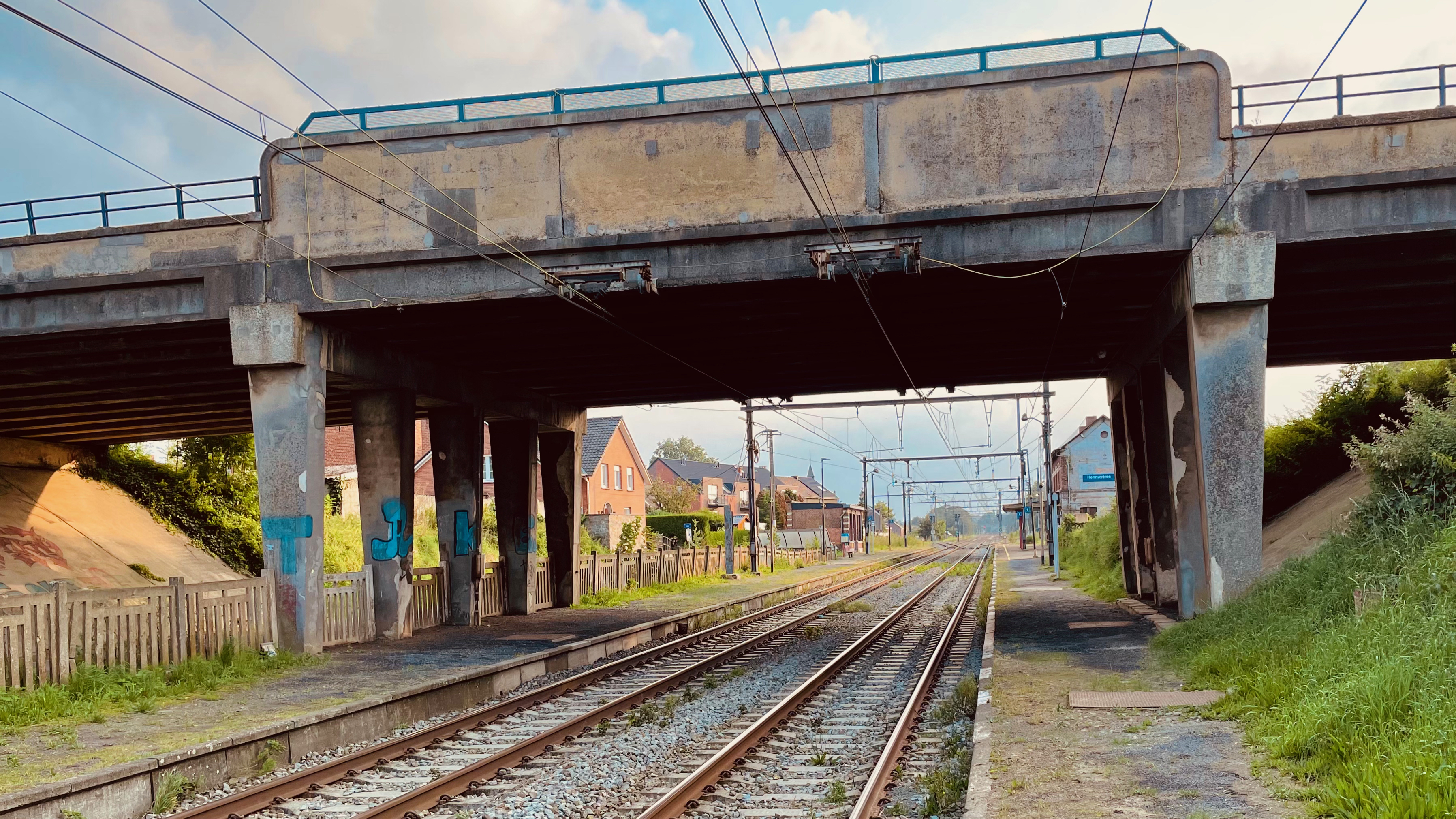
Brug over de sporen

## Reizigerstellingen
De grafiek en tabel geven het gemiddeld aantal instappende reizigers weer op een week-, zater- en zondag.
| Tabel: aantal instappende reizigers station Hennuyères | Tabel: aantal instappende reizigers station Hennuyères | Tabel: aantal instappende reizigers station Hennuyères | Tabel: aantal instappende reizigers station Hennuyères |
|                                                        | Weekdag                                                | Zaterdag                                               | Zondag                                                 |
| ------------------------------------------------------ | ------------------------------------------------------ | ------------------------------------------------------ | ------------------------------------------------------ |
| 1977                                                   | 350                                                    | 122                                                    | 105                                                    |
| 1978                                                   | 351                                                    | 98                                                     | 108                                                    |
| 1979                                                   | 314                                                    | 101                                                    | 55                                                     |
| 1980                                                   | 301                                                    | 64                                                     | 45                                                     |
| 1981                                                   | 354                                                    | 94                                                     | 30                                                     |
| 1982                                                   | 324                                                    | 103                                                    | 51                                                     |
| 1983                                                   | 331                                                    | 116                                                    | 42                                                     |
| 1984                                                   | 347                                                    | -                                                      | -                                                      |
| 1985                                                   | 363                                                    | -                                                      | -                                                      |
| 1986                                                   | 296                                                    | -                                                      | -                                                      |
| 1987                                                   | 283                                                    | -                                                      | -                                                      |
| 1988                                                   | 237                                                    | 33                                                     | 21                                                     |
| 1989                                                   | 192                                                    | 17                                                     | 12                                                     |
| 1990                                                   | 203                                                    | 34                                                     | 25                                                     |
| 1991                                                   | 168                                                    | 13                                                     | 8                                                      |
| 1992                                                   | 219                                                    | 11                                                     | 7                                                      |
| 1993                                                   | 139                                                    | -                                                      | -                                                      |
| 1994                                                   | 157                                                    | -                                                      | -                                                      |
| 1995                                                   | 142                                                    | -                                                      | -                                                      |
| 1996                                                   | 140                                                    | -                                                      | -                                                      |
| 1997                                                   | 136                                                    | -                                                      | -                                                      |
| 1998                                                   | 131                                                    | 26                                                     | 10                                                     |
| 1999                                                   | 152                                                    | 43                                                     | 30                                                     |
| 2000                                                   | 170                                                    | 42                                                     | 36                                                     |
| 2001                                                   | 163                                                    | 72                                                     | 34                                                     |
| 2002                                                   | 164                                                    | 35                                                     | 34                                                     |
| 2003                                                   | 174                                                    | 39                                                     | 37                                                     |
| 2004                                                   | 164                                                    | 36                                                     | 34                                                     |
| 2005                                                   | 189                                                    | 42                                                     | 44                                                     |
| 2006                                                   | 190                                                    | 76                                                     | 73                                                     |
| 2007                                                   | 211                                                    | 63                                                     | 34                                                     |
| 2008                                                   | -                                                      | -                                                      | -                                                      |
| 2009                                                   | 209                                                    | 47                                                     | 36                                                     |
| 2010                                                   | -                                                      | -                                                      | -                                                      |
| 2011                                                   | -                                                      | -                                                      | -                                                      |
| 2012                                                   | 271                                                    | 65                                                     | 56                                                     |
| 2013                                                   | 293                                                    | 81                                                     | 63                                                     |
| 2014                                                   | 297                                                    | 95                                                     | 51                                                     |
| 2015                                                   | 392                                                    | 71                                                     | 43                                                     |
| 2016                                                   | 442                                                    | 85                                                     | 60                                                     |
| 2017                                                   | 395                                                    | 50                                                     | 45                                                     |
| 2018                                                   | 417                                                    | 62                                                     | 62                                                     |
| 2019                                                   | 438                                                    | 125                                                    | 88                                                     |
| 2020                                                   | 287                                                    | 92                                                     | 74                                                     |
| 2021                                                   | -                                                      | -                                                      | -                                                      |
| 2022                                                   | 496                                                    | 177                                                    | 125                                                    |
| 2023                                                   | 504                                                    | 243                                                    | 127                                                    |
| 2024                                                   | 505                                                    | 192                                                    | 157                                                    |

0,0: Brussel-Zuid ·
3,9: Vorst-Zuid ·
6,0: Ruisbroek ·
9,1: Lot ·
11,1: Buizingen ·
13,6: Halle ·
16,0: Lembeek ·
18,1: Tubeke-Noord ·
18,7: Tubeke ·
20,9: Stéhoux ·
23,7: Hennuyères ·
25,5: Hennuyères-Village ·
29,6: 's-Gravenbrakel ·
35,8: Zinnik ·
41,1: Neufvilles ·
44,8: Masnuy-Saint-Pierre ·
48,6: Jurbeke ·
51,6: Erbisoeul ·
54,6: Ghlin ·
57,5: Nimy-Maisières ·
60:3: Bergen ·
62,2: Cuesmes ·
67,1: Frameries ·
69,4: Genly ·
71,2: Blaregnies ·
74,9: Quévy